# Kyūshū Asahi Broadcasting
Kyushu Asahi Broadcasting Co., Ltd. (九州朝日放送株式会社 Kyushu Asahi Hoso Kabushiki Gaisha) là một đài truyền hình ở Fukuoka, Nhật Bản và liên thông với National Radio Network (NRN), All-Nippon News Network (ANN) và kênh TV Asahi.

## Chương trình
- Asadesu
- Super J Channel Kyushu/Okinawa
- KBC News Pia
- Kyushu Kaido Story
- Ruriiro no Sunadokei
- Fukuoka Marathon
- National High School Baseball Fukuoka Regional Tournament
- Vana H Cup KBC Augusta

## Các đài truyền hình khác ở Fukuoka
- NHK Fukuoka và Kitakyushu
- RKB Mainichi Broadcasting (RKB毎日放送)
- Fukuoka Broadcasting Corporation (福岡放送)
- TVQ Kyushu Broadcasting (TVQ九州放送)
- Television Nishinippon Corporation (テレビ西日本)

| Tỉnh      | Tỉnh       | NHK        | NNN   | JNN | FNN | ANN   | TXN | Other |
| --------- | ---------- | ---------- | ----- | --- | --- | ----- | --- | ----- |
| Fukuoka   | Fukuoka    | Fukuoka    | FBS   | RKB | TNC | KBC   | TVQ |       |
| Fukuoka   | Kitakyūshū | Kitakyūshū | FBS   | RKB | TNC | KBC   | TVQ |       |
| Saga      | Saga       | Saga       |       |     | STS |       |     |       |
| Nagasaki  | Nagasaki   | Nagasaki   | NIB   | NBC | KTN | NCC   |     |       |
| Kumamoto  | Kumamoto   | Kumamoto   | KKT   | RKK | TKU | KAB   |     |       |
| Ōita      | Ōita       | Ōita       | (TOS) | OBS | TOS | OAB   |     |       |
| Miyazaki  | Miyazaki   | Miyazaki   | (UMK) | MRT | UMK | (UMK) |     |       |
| Kagoshima | Kagoshima  | Kagoshima  | KYT   | MBC | KTS | KKB   |     |       |
| Okinawa   | Okinawa    | Okinawa    |       | RBC | OTV | QAB   |     | AFN   |
| Okinawa   | Sakishima  | Okinawa    |       | RBC | OTV |       |     |       |
| Okinawa   | Daitō      | Tokyo      |       | TBS | CX  | EX    |     |       |